# فیلیپ هایگل
فیلیپ هایگل (آلمانی: Philipp Heigl؛ زادهٔ ۸ سپتامبر ۱۹۹۳) دوچرخه‌سوار اهل اتریش است. وی در مسابقات دوچرخه‌سواری سیکلو-کراس جهان ۲۰۱۶ شرکت کرده است.